# Jabari Brisport

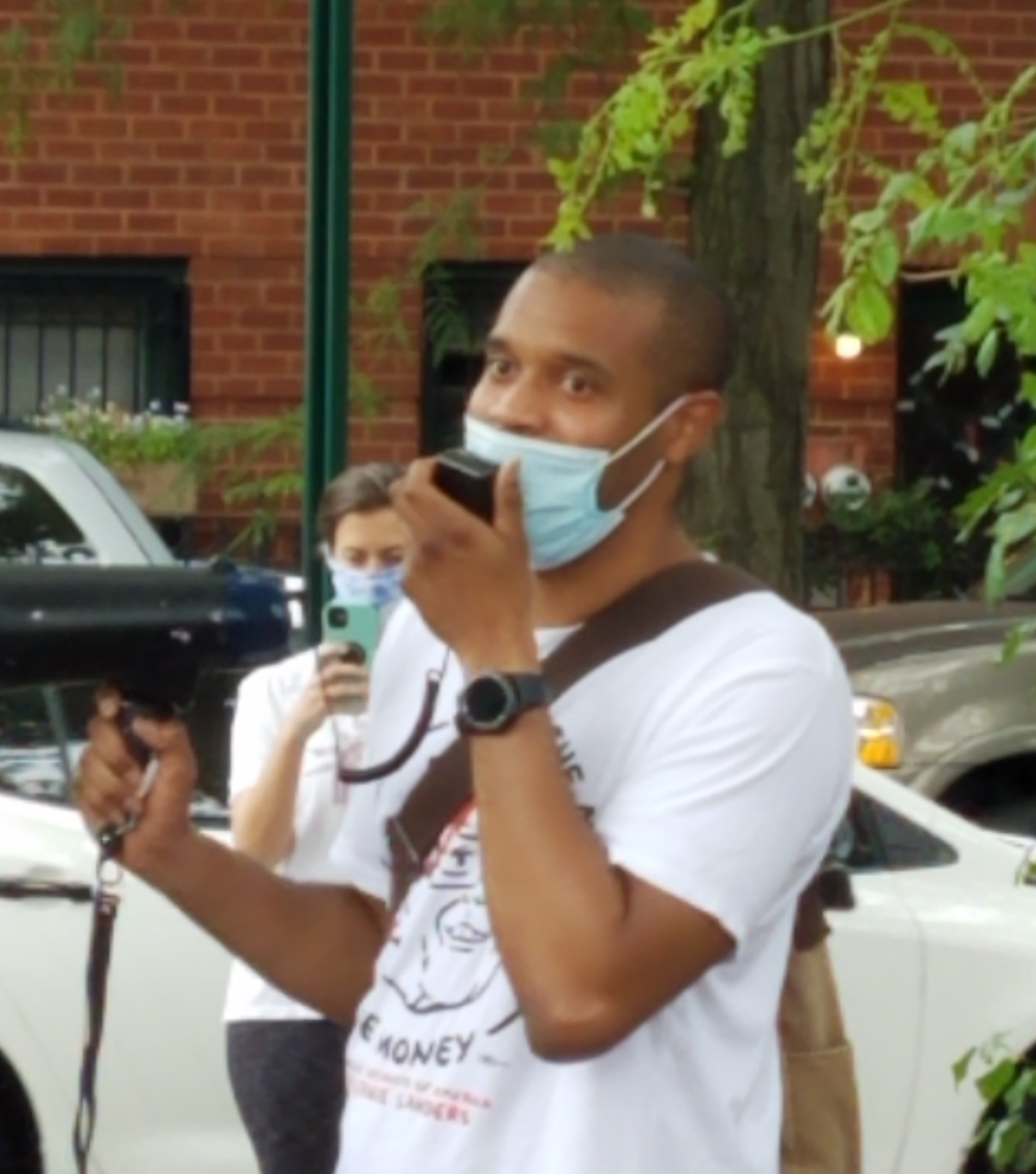
Brisport phát biểu tại một cuộc biểu tình vào tháng 6 năm 2020

Jabari Brisport (sinh ngày 9 tháng 8 năm 1987) là một chính khách, nhà hoạt động và giáo viên trường công lập người Mỹ đến từ Thành phố New York. Ông là Thượng nghị sĩ tiểu bang được bầu cho khu vực 25 của Thượng viện bang New York ở Brooklyn, và được cả nước chú ý trong chiến dịch tranh cử năm 2020 vì quan điểm thẳng thắn về công bằng chủng tộc và các nguyên tắc kinh tế xã hội chủ nghĩa tự mô tả của mình. Ông cũng là người đồng tính da màu công khai đầu tiên được bầu vào Cơ quan Lập pháp Bang New York và là một nhà vận động ăn chay nổi tiếng cho quyền động vật.

## Đầu đời và giáo dục
Brisport sống ở Prospect Heights, Brooklyn, bởi một người cha nhập cư Caribe và một người mẹ Brooklynite thế hệ thứ hai. Thời thơ ấu, cha ông làm việc tại một nhà máy kim loại tấm và mẹ ông là giám đốc văn phòng.
Ông theo học Đại học New York Trường Nghệ thuật Tisch và Trường Kịch nghệ Yale. Ông tham gia vào chính trị thông qua cuộc đấu tranh cho bình đẳng hôn nhân và phong trào Black Lives Matter.

## Sự nghiệp

### Dạy toán
Brisport dạy toán cho học sinh lớp 6 và 7 tại Trường Dự bị Đại học Medgar Evers, một trường công lập ở Crown Heights. Ông là thành viên của Liên đoàn thống nhất các giáo viên (UFT).